# Список географических названий Китая с нестандартной транскрипцией
В настоящем списке приведены географические объекты Китая, названия которых при переводе на русский язык не подчиняются правилам китайско-русской транскрипции. Как правило, они имеют некитайское происхождение (например, находятся на территории национальных автономных территориальных единиц) либо представляют собой исторически сложившиеся исключения. Здесь также содержатся некоторые объекты, названия которых записываются по правилам китайско-русской транскрипции, но могут вызывать вопросы (редкий вариант чтения иероглифа, объект находится на территории национальной автономии, название «звучит не по-китайски» и т. п.).
Для каждого объекта указаны: нормативное название на русском (в скобках приведены допустимые варианты), иероглифическое написание именной части названия и, курсивом, его русская транскрипция. После точки с запятой дано местоположение объекта в Китае (за исключением административных единиц уровня провинции). Для исторических названий ныне упразднённых или переименованных административных единиц в скобках указаны годы их существования.
В каждом из разделов объекты расположены в алфавитном порядке. Для топонимов, у которых пока нет статьей в русской Википедии, с иероглифического написания даны ссылки на китайскую версию.
В китайских названиях ударение условно ставится на последнем слоге. В монгольских географических названиях, переданных по-русски, ударение падает на последний слог, за исключением тех названий, в написании которых встречаются долгие гласные. В тибетских названиях ударение ставится: в двусложных названиях — на втором слоге, в многосложных — на предпоследнем слоге. В уйгурских названиях ударение обычно падает на последний слог. В составных уйгурских названиях ударение падает на последний слог первого компонента названия.
Для всех китайских названий. Согласно действующей инструкции (Инструкция по передаче на картах китайских географических названий. Сост. Миропольский Я.А.  М., ГУГК,1983 г.) слоги  men, meng , feng, fen передается через ы.

## Административно-территориальные единицы

### Провинциального уровня

#### Города центрального подчинения
- Пекин, 北京, Бэйцзин

#### Провинции
- Аньхой, 安徽, Аньхуэй
- Гирин (Цзилинь)[2], 吉林, Цзилинь
- Шэньси, 陕西, Шаньси

#### Автономные районы
- Внутренняя Монголия, 内蒙古, Нэй Мэнгу
- Тибетский, 西藏, Сицзан

#### Специальные административные районы
- Гонконг, 香港, Сянган
- Макао, 澳门, Аомэнь

### Субпровинциального уровня
- Нанкин, 南京, Наньцзин; провинция Цзянсу
- Харбин, 哈尔滨, Хаэрбинь; провинция Хэйлунцзян

### Окружного уровня

#### Автономные округа
- Баянгол-Монгольский, 巴音郭楞, Баиньголэн; Синьцзян-Уйгурский автономный район
- Боро-Тала-Монгольский, 博尔塔拉, Боэртала; Синьцзян-Уйгурский автономный район
- Гардзе-Тибетский, 甘孜, Ганьцзы; провинция Сычуань
- Голог-Тибетский, 果洛, Голо; провинция Цинхай
- Дечен-Тибетский, 迪庆, Дицин; провинция Юньнань
- Кызылсу-Киргизский, 克孜勒苏, Кэцзылэсу; Синьцзян-Уйгурский автономный район
- Нгава-Тибетско-Цянский, 阿坝, Аба; провинция Сычуань
- Следует добавить еще 23 автономных округа Китая

#### Аймаки
- Джирим, см. Джирэм
- Джирэм, 哲里木, Чжэлиму; автономный район Внутренняя Монголия (до 1999 года; ныне — городской округ Тунляо; с 1969 по 1979 годы — в составе провинции Гирин)
- Джу-Уд, 昭乌达, Чжаоуда; автономный район Внутренняя Монголия (до 1983 года; ныне — городской округ Чифэн; с 1969 по 1979 годы — в составе провинции Ляонин)
- Их-Джу, 伊克昭, Икэчжао; автономный район Внутренняя Монголия (до 2001 года; ныне — городской округ Ордос)
- Хинган, 兴安, Синъань; автономный район Внутренняя Монголия
- Шилин-Гол, 锡林郭勒, Силиньголэ; автономный район Внутренняя Монголия

#### Городские округа
- Амой, см. Сямынь (Амой)
- Байсэ (уст. Босэ), 百色, Байсэ; Гуанси-Чжуанский автономный район. Официальная форма Bose - Босэ
- Баян-Нур, 巴彦淖尔, Баяньнаоэр; автономный район Внутренняя Монголия
- Гирин, 吉林, Цзилинь; провинция Гирин
- Луань, 六安, Луань; провинция Аньхой
- Кайфын, 开封, Кайфэн; провинция Хэнань
- Калган, см. Чжанцзякоу
- Карамай, 克拉玛依, Кэламаи; Синьцзян-Уйгурский автономный район
- Кашгар (Каши), 喀什市, Каши; Синьцзян-Уйгурский автономный район
- Лхаса, 拉萨, Ласа; Тибетский автономный район
- Маньчжурия, 满洲里; Маньчжоули, автономный район Внутренняя Монголия
- Ордос, 鄂尔多斯, Ээрдосы; автономный район Внутренняя Монголия
- Пакхой, см. Бэйхай
- Сватоу, см. Шаньтоу (Сватоу)
- Улан-Хад, см. Чифэн (Улан-Хад). Чифын
- Уланчаб, 乌兰察布, Уланчабу; автономный район Внутренняя Монголия
- Урумчи, 乌鲁木齐, Улумуци; Синьцзян-Уйгурский автономный район
- Хулун-Буйр, 呼伦贝尔, Хулуньбэйэр; автономный район Внутренняя Монголия
- Хух-Хото, 呼和浩特, Хухэхаотэ; Автономный район Внутренняя Монголия
- Цицикар, 齐齐哈尔, Цицихаэр; провинция Хэйлунцзян
- Чжанцзякоу (Калган), 张家口, Чжанцзякоу; провинция Хэбэй
- Чифын (Улан-Хад), 赤峰; автономный район Внутренняя Монголия

#### Округа
- Аксу, 阿克苏, Акэсу; Синьцзян-Уйгурский автономный район
- Алтай, 阿勒泰, Алэтай; Синьцзян-Уйгурский автономный район, Или-Казахский автономный округ
- Да-Хинган-Лин, 大兴安岭, Дасинъаньлин; провинция Хэйлунцзян
- Кумул, см. Хами
- Нагчу, 那曲, Нацюй; Тибетский автономный район
- Нгари, 阿里, Али; Тибетский автономный район
- Сунхуацзян, 松花江, Сунхуацзян; провинция Хэйлунцзян (в 1999 году вошёл в состав города Харбин)
- Тачэн, 塔城, Тачэн; Синьцзян-Уйгурский автономный район, Или-Казахский автономный округ
- Турфан, 吐鲁番, Тулуфань; Синьцзян-Уйгурский автономный район
- Хами (Кумул), 哈密, Хами; Синьцзян-Уйгурский автономный район
- Чамдо, 昌都; Тибетский автономный район
- Чифын (Улан-Хад), 赤峰; автономный район Внутренняя Монголия. Это городской округ
- Шигадзе, 日喀则; Тибетский автономный район

### Уездного уровня

#### Автономные уезды
- Аксай-Казахский, 阿克塞哈萨克族, Акэсай-Хасакэцзу; провинция Ганьсу, городской округ Цзюцюань
- Баркёль-Казахский, 巴里坤哈萨克, Баликунь-Хасакэ; Синьцзян-Уйгурский автономный район, округ Хами
- Дорбод-Монгольский, см. Дурбэд-Монгольский
- Дурбуд-Монгольский, см. Дурбэд-Монгольский
- Дурбэд-Монгольский, 杜尔伯特蒙古族, Дуэрботэ-Мэнгуцзу; провинция Хэйлунцзян, городской округ Дацин; административный центр — Тайкан (泰康)
- Моры-Казахский, 木垒哈萨克, Мулэй-Хасакэ; Синьцзян-Уйгурский автономный район, Чанцзи-Хуэйский автономный округ; административный центр — Моры (木垒)
- Ташкурган-Таджикский, 塔什库尔干塔吉克, Ташикуэргань-Тацзикэ; Синьцзян-Уйгурский автономный район, округ Кашгар; административный центр — Ташкурган (塔什库尔干镇)
- Харачин-Цзои-Монгольский, 喀喇沁左翼蒙古族; Калациньцзои-Мэнгуцзу; провинция Ляонин, городской округ Чаоян; административный центр — Дачэнцзы (大城子)
- Хобоксар-Монгольский, 和布克赛尔蒙古, Хэбукэсайэр-Мэнгу; Синьцзян-Уйгурский автономный район, Или-Казахский автономный округ, округ Тачэн
- Цянь-Горлос-Монгольский, 前郭尔罗斯蒙古族, Цяньгоэрлосы-Мэнгуцзу; провинция Гирин, городской округ Сунъюань; административный центр — Цянь-Горлос (前郭尔罗斯)
- Чапчал-Сибоский, 察布查尔锡伯, Чабучаэр-Сибо; Синьцзян-Уйгурский автономный район, Или-Казахский автономный округ; административный центр — Чапчал (察布查尔)

#### Автономные хошуны
- Морин-Дава-Даурский, 莫力达瓦达斡尔族, Молидава-Давоэрцзу; автономный район Внутренняя Монголия, городской округ Хулун-Буйр; административный центр — Нирцзи (尼尔基)
- Орочонский, 鄂伦春, Элуньчунь; автономный район Внутренняя Монголия, городской округ Хулун-Буйр; административный центр — Алихэ (阿里河)
- Эвенкийский, 鄂温克族, Эвэнькэцзу; автономный район Внутренняя Монголия, городской округ Хулун-Буйр; административный центр — 巴彦托海

#### Городские уезды
- Аксу, 阿克苏, Акэсу; Синьцзян-Уйгурский автономный район, округ Аксу
- Алтай, 阿勒泰, Алэтай; Синьцзян-Уйгурский автономный район, Или-Казахский автономный округ, округ Алтай
- Арал, 阿拉尔, Алаэр; Синьцзян-Уйгурский автономный район (в прямом подчинении автономного района)
- Аргунь, 额尔古纳, Ээргуна; автономный район Внутренняя Монголия, городской округ Хулун-Буйр
- Артуш, 阿图什, Атуши Синьцзян-Уйгурский автономный район, Кызылсу-Киргизский автономный округ
- Аршан, 阿尔山, Аэршань автономный район Внутренняя Монголия, аймак Хинган
- Боро-Тала, 博乐, Болэ; Синьцзян-Уйгурский автономный район, Боро-Тала-Монгольский автономный округ
- Дардо (Кандин), 康定, Кандин, Сычуань, Гардзе-Тибетский автономный округ
- Дэлинха, 德令哈, Дэлинха; провинция Цинхай, Хайси-Монголо-Тибетский автономный округ
- Корла, 库尔勒, Куэрлэ; Синьцзян-Уйгурский автономный район, Баянгол-Монгольский автономный округ
- Куйтун, 奎屯; Синьцзян-Уйгурский автономный район, Или-Казахский автономный округ
- Кульджа (Инин), 伊宁市; Синьцзян-Уйгурский автономный район, Или-Казахский автономный округ
- Пограничная, см. Суйфэньхэ (Пограничная)
- Сахалян, см. Хэйхэ
- Турфан, 吐鲁番, Тулуфань; Синьцзян-Уйгурский автономный район, городской округ Турфан
- Улан-Хото, 乌兰浩特, Уланьхаотэ; автономный район Внутренняя Монголия, округ Хинган
- Хами (Кумул), 哈密, Хами; Синьцзян-Уйгурский автономный район, округ Хами
- Чугучак (Тачэн), 塔城, Тачэн; Синьцзян-Уйгурский автономный район, Или-Казахский автономный округ, округ Тачэн
- Шигадзе, 日喀则, Жикацзэ; Тибетский автономный район, округ Шигадзе
- Шилин-Хото, 锡林浩特, Силиньхаотэ; автономный район Внутренняя Монголия, аймак Шилин-Гол
- Эрэн-Хото (Эрлянь), 二连浩特, Эрляньхаотэ; автономный район Внутренняя Монголия, городской округ Уланчаб
- Якэши (Якши), 牙克石, Якэши; автономный район Внутренняя Монголия, городской округ Хулун-Буйр

#### Районы
- Порт-Артур, см. Люйшунькоу (Порт-Артур)
- Хайлар, 海拉尔, Хайлаэр; автономный район Внутренняя Монголия, городской округ Хулун-Буйр

#### Уезды
- Ават, 阿瓦提, Авати; Синьцзян-Уйгурский автономный район, округ Аксу
- Акто, 阿克陶, Акэтао; Синьцзян-Уйгурский автономный район, Кызылсу-Киргизский автономный округ
- Акчи, 阿合奇, Ахэци; Синьцзян-Уйгурский автономный район, Кызылсу-Киргизский автономный округ
- Амдо, 安多, Аньдо; Тибетский автономный район, округ Нагчу
- Аратюрюк, 伊吾, Иу; Синьцзян-Уйгурский автономный район, округ Хами
- Аршан, 温泉, Вэньцюань; Синьцзян-Уйгурский автономный район, Боро-Тала-Монгольский автономный округ
- Баграш, 博湖, Боху; Синьцзян-Уйгурский автономный район, Баянгол-Монгольский автономный округ
- Бай, 拜城, Байчэн; Синьцзян-Уйгурский автономный район, округ Аксу
- Банбар, 边坝, Бяньба; Тибетский автономный район, округ Чамдо
- Баркам, 马尔康, Маэркан; Тибетский автономный район, Нгава-Тибетско-Цянский автономный округ
- Бачен, 巴青, Бацин; Тибетский автономный район, округ Нагчу
- Башё, 八宿, Басу; Тибетский автономный район, округ Чамдо
- Биру, 比如, Бижу; Тибетский автономный район, округ Нагчу
- Бово, 波密, Боми; Тибетский автономный район, округ Ньингчи
- Бугур, 轮台, Луньтай; Синьцзян-Уйгурский автномный район, Баянгол-Монгольский автономный округ; одноимённый административный центр (轮台)
- Буранг, 普兰, Пулань; Тибетский автономный район, округ Нгари; одноимённый административный центр (普兰)
- Бурултокай, 福海, Фухай; Синьцзян-Уйгурский автномный район, Или-Казахский автономный округ, округ Алтай; одноимённый административный центр (福海)
- Бурчун, 布尔津, Буэрцзинь; Синьцзян-Уйгурский автномный район, Или-Казахский автономный округ, округ Алтай; одноимённый административный центр (布尔津)
- Бэма, 班玛, Баньма; провинция Цинхай, Голог-Тибетский автономный округ; административный центр — Сайлайтан (赛来塘)
- Бэнанг, 白朗, Байлан; Тибетский автономный район, округ Шигадзе
- Бэнгён, 班戈, Баньгэ; Тибетский автономный район, округ Нагчу
- Бэю, 白玉, Байюй; провинция Сычуань, Гардзе-Тибетский автономный округ
- Гаде, 甘德, Ганьдэ, провинция Цинхай, Голог-Тибетский автономный округ; одноимённый административный центр
- Гамба, 岗巴, Ганба; Тибетский автономный район, округ Шигадзе; одноимённый административный центр
- Гар, 噶尔, Гаэр; Тибетский автономный район, округ Нгари
- Гангца, 刚察, Ганча; провинция Цинхай, Хайбэй-Тибетский автономный округ
- Гардзе, 甘孜, Ганьцзы; провинция Сычуань, Гардзе-Тибетский автономный округ
- Гардзонг, см. Гар
- Гартар, 乾宁, Цяньнин; провинция Сычуань, Гардзе-Тибетский автономный округ (упразднён в 1978 году, территория разделена между уездами Даву и Ньягчука)
- Гегьэ, 革吉, Гэцзи; Тибетский автономный район, округ Нгари, административный центр — Напо (那布村)
- Гердзе, 改则, Гайцзэ; Тибетский автономный район, округ Нгари
- Голмо (уст.), см. Голмуд
- Гонгбогьямда (уст. Джамда), 工布江达, Гунбуцзянда, Тибетский автономный район, округ Ньингчи
- Гонггар, 贡嘎, Гунга; Тибетский автономный район, округ Шаньнань
- Гонджо, 贡觉, Гунцзюэ; Тибетский автономный район, округ Чамдо
- Гума, 皮山, Пишань; Синьцзян-Уйгурский автономный район, округ Хотан
- Гьиронг, 吉隆, Цзилун; Тибетский автономный район, округ Шигадзе
- Гьэси, 九龙, Цзюлун; провинция Сычуань, Гардзе-Тибетский автономный округ
- Гьядзе, см. Гьянгдзе
- Гьянгдзе, 江孜, Цзянцзы; Тибетский автономный район, округ Шигадзе
- Гьяца (уст. Джаца), 加查, Цзяча; Тибетский автономный район, округ Шаньнань
- Дабба, 稻城, Даочэн; провинция Сычуань, Гардзе-Тибетский автономный округ
- Даву, 道孚, Даофу; провинция Сычуань, Гардзе-Тибетский автономный округ
- Дагдзе, 达孜, Дацзы; Тибетский автономный район, городской округ Лхаса
- Дагшё (Идунь), 义敦, Идунь; провинция Сычуань, Гардзе-Тибетский автономный округ (упразднён в 1978 году, территория разделена между уездами Батанг и Литанг)
- Дамшунг, 当雄, Дансюн; Тибетский автономный район, городской округ Лхаса
- Дарла, см. Дарлаг
- Дарлаг, 达日, Дажи; провинция Цинхай, Голог-Тибетский автономный округ
- Деге, 德格, Дэгэ; провинция Сычуань, Гардзе-Тибетский автономный округ
- Дёлунгдечен, 堆龙德庆, Дуйлундэцин; Тибетский автономный район, городской округ Лхаса
- Денгчен, 丁青, Динцин; Тибетский автономный район, округ Чамдо
- Деронг, 得荣, Дэжун; провинция Сычуань, Гардзе-Тибетский автономный округ
- Дечен, 德钦, Дэцинь; Юньнань, Дечен-Тибетский автономный округ
- Джагго (Лухо), 炉霍, Лухо; провинция Сычуань, Гардзе-Тибетский автономный округ
- Джагсамка (Лудин), 泸定, Лудин; провинция Сычуань, Гардзе-Тибетский автономный округ; административный центр — 泸桥
- Джагъяб (Чая), 察雅, Чая; Тибетский автономный район, округ Чамдо
- Джамда, см. Гонгбогьямда
- Джананг, 扎囊, Чжанан; Тибетский автономный район, округ Шаньнань
- Джанца, см. Джэнца
- Джаца, см. Гьяца
- Джеминай, см. Зимунай
- Джигджи, 久治, Цзючжи; провинция Цинхай, Голог-Тибетский автономный округ
- Джидё, 治多, Чжидо; провинция Цинхай, Юйшу-Тибетский автономный округ
- Джимасар, 吉木萨尔, Цзимусаэр; Синьцзян-Уйгурский автономный район, Чанцзи-Хуэйский автономный округ; одноимённый административный центр (吉木萨尔)
- Джимсар, см. Джимасар
- Джомда, 江达, Цзянда; Тибетский автономный район, округ Чамдо; одноимённый административный центр (江达)
- Джонгба, 仲巴, Чжунба; Тибетский автономный район, округ Шигадзе
- Джоне, 卓尼, Чжони; провинция Ганьсу, Ганьнань-Тибетский автономный округ; административный центр — 柳林
- Джугчу, 舟曲, Чжоуцюй; провинция Ганьсу, Ганьнань-Тибетский автономный округ; административный центр — Чэнгуань (城关)
- Джэнца, 尖扎, Цзяньчжа; провинция Цинхай, Хуаннань-Тибетский автономный округ
- Дзадё, 杂多, Цзадо; провинция Цинхай, Юйшу-Тибетский автономный округ; административный центр — 萨呼腾
- Дзамтанг, 壤塘, Жантан; провинция Сычуань, Нгава-Тибетский автономный округ
- Дзанда, 札达, Чжада; Тибетский автономный район, округ Нгари
- Дзанлха, см. Дзэнлха
- Дзаю, 察隅, Чаюй; Тибетский автономный район, округ Ньингчи
- Дзаюй, см. Дзаю
- Дзёге, 若尔盖县, Жоэргай; провинция Сычуань, Нгава-Тибетско-Цянский автономный округ
- Дзеко, см. Дзеког
- Дзеког, 泽库, Цзэку; провинция Цинхай, Хуаннань-Тибетский автономный округ; административный центр — 泽曲
- Дзоганг, 左贡, Цзогун; Тибетский автономный район, округ Чамдо
- Дзэнлха (Сяоцзинь), 小金, Сяоцзинь; провинция Сычуань, Нгава-Тибетско-Цянский автономный округ; административный центр — Мэйсин (美兴)
- Динггье, 定结, Динцзе; Тибетский автономный район, округ Шигадзе
- Дингри, см. Тингри
- Динжи, см. Тингри
- Долон-Нур (Долунь), 多伦, Долунь; автономный район Внутренняя Монголия, аймак Шилин-Гол; одноимённый административный центр (多伦诺尔)
- Дулан, 都兰, Дулань; провинция Цинхай, Хайси-Монголо-Тибетский автономный округ
- Дурбильджин, см. Дурбульджин
- Дурбульджин (Эминь), 额敏, Эминь; Синьцзян-Уйгурский автономный район, Или-Казахский автономный округ, округ Тачэн; одноимённый административный центр
- Дурвэт, см. Дурбэд-Монгольский автономный уезд
- Дэнког, 邓柯, Дэнкэ; провинция Сычуань, Гардзе-Тибетский автономный округ (упразднён в 1978 году, территория разделена между уездами Сершю и Деге); административный центр — Лосюй
- Енгисар, см. Янгигисар
- Зимунай, 吉木乃, Цзимунай; Синьцзян-Уйгурский автономный район, Или-Казахский автономный округ, округ Алтай; административный центр — Топтерек (托普铁热克)
- Каба, 哈巴河, Хабахэ; Синьцзян-Уйгурский автономный район, Или-Казахский автономный округ округ Алтай; административный центр — 阿克齐
- Калмаккюре, см. Монголкюре (Чжаосу)
- Калпин, см. Кельпин
- Камба, см. Гамба
- Кангмар, 康马, Канма; Тибетский автономный район, округ Шигадзе; одноимённый административный центр (康马)
- Каракаш (Моюй), 墨玉, Моюй; Синьцзян-Уйгурский автономный район, округ Хотан; одноимённый административный центр (喀拉喀什)
- Каргалык (Ечэн), 叶城, Ечэн; Синьцзян-Уйгурский автономный район, округ Кашгар; одноимённый административный центр (喀格勒克)
- Картар, см. Гартар
- Кёктокай (Фуюнь), 富蕴, Фуюнь; Синьцзян-Уйгурский автономный район, Или-Казахский автономный округ, округ Алтай; одноимённый административный центр (可可托海)
- Кельпин, 柯坪, Кэпин; Синьцзян-Уйгурский автономный район, округ Аксу; одноимённый административный центр (柯坪)
- Керия (Юйтянь), 于田, Юйтянь; Синьцзян-Уйгурский автономный район, округ Хотан; административный центр — 木尕拉
- Конка, см. Гонггар
- Куча, 库车, Кучэ; Синьцзян-Уйгурский автономный район, округ Аксу; одноимённый административный центр (库车)
- Кызылой, см. Улугчат
- Кюнес (Синьюань), 新源, Синьюань; Синьцзян-Уйгурский автономный район, Или-Казахский автономный округ; одноимённый административный центр (新源)
- Литанг, 理塘, Литан; провинция Сычуань, Гардзе-Тибетский автономный округ
- Лоп, 洛浦, Лопу; Синьцзян-Уйгурский автономный район, округ Хотан, одноимённый административный центр (洛浦)
- Лоп-Нур (Юйли), 尉犁, Юйли; Синьцзян-Уйгурский автономный район, Баянгол-Монгольский автономный округ; одноимённый административный центр (尉犁)
- Лучу, 碌曲, Луцюй; провинция Ганьсу, Ганьнань-Тибетский автономный округ
- Лхадзе, 拉孜, Лацзы; Тибетский автономный район, округ Шигадзе
- Лхари (уст. Лхаруго), 嘉黎, Цзяли; Тибетский автономный район, округ Нагчу; административный центр — Ардза (阿扎)
- Лходжаг, 洛扎, Лочжа; Тибетский автономный район, округ Шаньнань
- Лхоронг, 洛隆, Лолун; Тибетский автономный район, округ Чамдо
- Лхюнджуб (Линьчжоу), 林周, Линьчжоу; Тибетский автономный район, городской округ Лхаса
- Лхюндзе, 隆子, Лунцзы; Тибетский автономный район, округ Шаньнань
- Мадё, 玛多, Мадо; провинция Цинхай, Голог-Тибетский автономный округ; административный центр — Хуанхэ (黄河)
- Манас, 玛纳斯, Манасы; Синьцзян-Уйгурский автономный район, Чанцзи-Хуэйский автономный округ; одноимённый административный центр (玛纳斯)
- Маралбаши (Бачу), 巴楚, Бачу; Синьцзян-Уйгурский автономный район, округ Кашгар; одноимённый административный центр (巴楚)
- Маркам, 芒康, Манкан; Тибетский автономный район, округ Чамдо; административный центр — Гартог (嘎托)
- Мачен, 玛沁, Мацинь; провинция Цинхай, Голог-Тибетский автономный округ; административный центр — Даву (大武)
- Мачу, 玛曲, Мацюй; провинция Ганьсу, Ганьнань-Тибетский автономный округ
- Медог, 墨脱, Мото; Тибетский автономный район, округ Ньингчи; одноимённый административный центр (墨脱)
- Меркет, 麦盖提, Майгайти; Синьцзян-Уйгурский автономный район, округ Кашгар; одноимённый административный центр (麦盖提)
- Монголкюре (Чжаосу), 昭苏, Чжаосу; Синьцзян-Уйгурский автономный район, Или-Казахский автономный округ; одноимённый административный центр (昭苏)
- Мэджокунггар, 墨竹工卡, Мочжугунка; Тибетский автономный район, городской округ Лхаса
- Мэнлинг, 米林, Милинь; Тибетский автономный район, округ Ньингчи
- Нагардзе, 浪卡子, Ланкацзы; Тибетский автономный район, округ Шаньнань; одноимённый административный центр (浪卡子)
- Нагчу, 那曲, Нацюй; Тибетский автономный район, округ Нагчу
- Намлинг, 南木林, Наньмулинь; Тибетский автономный район, округ Шигадзе; одноимённый административный центр (南木林)
- Нанг-Сянь, 朗县 Лансянь; Тибетский автономный район, округ Ньингчи; административный центр — Нанг-Чжэнь (朗镇)
- Нангчен, 囊谦, Нанцянь; провинция Цинхай, Юйшу-Тибетский автономный округ; административный центр — Сянда (香达)
- Нгава (Аба), 阿坝, Аба; провинция Сычуань, Нгава-Тибетско-Цянский автономный округ; одноимённый административный центр (阿坝)
- Нгамринг, 昂仁, Анжэнь; Тибетский автономный район, округ Шигадзе; одноимённый административный центр (卡嘎镇昂仁)
- Недонг, 乃东, Найдун; Тибетский автономный район, округ Шаньнань; одноимённый административный центр (泽当镇乃东)
- Нилки, 尼勒克, Нилэкэ; Синьцзян-Уйгурский автономный район, Или-Казахский автономный округ; одноимённый административный центр (尼勒克)
- Ния (Миньфын), 民丰, Миньфын; Синьцзян-Уйгурский автономный район, округ Хотан; одноимённый административный центр (尼雅)
- Ньемо, 尼木, Ниму; Тибетский автономный район, городской округ Лхаса
- Ньингчи, 林芝, Линьчжи; Тибетский автономный район, округ Ньингчи; административный центр — Баи (八一)
- Ньэнронг, 聂荣, Нежун; Тибетский автономный район, округ Нагчу
- Ньягронг (Синьлун), 新龙, Синьлун; провинция Сычуань, Гардзе-Тибетский автономный округ; административный центр — 茹龙
- Ньягчука (Яцзян), 雅江, Яцзян; провинция Сычуань, Гардзе-Тибетский автономный округ; административный центр — Хэкоу (河口)
- Ньялам, 聂拉木, Неламу; Тибетский автономный район, округ Шигадзе; административный центр — Чундуй (聂拉木镇充堆村)
- Посгам (Цзэпу), 泽普, Цзэпу; Синьцзян-Уйгурский автономный район, округ Кашгар; одноимённый административный центр (泽普)
- Ривоче, 类乌齐, Лэйуци; Тибетский автономный район, округ Чамдо; административный центр — Реджака (热扎卡)
- Ринбунг, 仁布, Жэньбу; Тибетский автономный район, округ Шигадзе; административный центр — Цянцинь (德吉林镇强钦村)
- Ронгджаг (Даньба), 丹巴, Даньба; провинция Сычуань, Гардзе-Тибетский автономный округ; административный центр — 章谷
- Рутог (Житу), 日土, Житу; Тибетский автономный район, округ Нгари, одноимённый административный центр (日土)
- Сага, 萨嘎, Сага; Тибетский автономный район, округ Шигадзе; административный центр — Гьягья (加加)
- Сакья, 萨迦, Сацзя; Тибетский автономный район, округ Шигадзе; одноимённый административный центр (萨迦)
- Сертар, 色达, Сэда; провинция Сычуань, Гардзе-Тибетский автономный округ; административный центр — 色柯
- Сершю (Шицюй), 石渠, Шицюй; провинция ычуань, Гардзе-Тибетский автономный округ; административный центр — 尼呷
- Сангри, 桑日, Санжи; Тибетский автономный район, округ Шаньнань; одноимённый административный центр (桑日)
- Сог-Сянь, 索县, Сосянь; Тибетский автономный район, округ Нагчу; административный центр — 亚拉
- Сунгчу (Сунпань), 松潘, Сунпань; провинция Сычуань, Нгава-Тибетско-Цянский автономный округ; административный центр — Цзиньань (进安)
- Тачэн, см. Чугучак (Тачэн)
- Тево, 迭部, Дебу; провинция Ганьсу, Ганьнань-Тибетский автономный округ
- Текес, 特克斯, Тэкэсы; Синьцзян-Уйгурский автономный район, Или-Казахский автономный округ; одноимённый административный центр (特克斯)
- Тингри, 定日, Динжи; Тибетский автономный район, округ Шигадзе
- Тогтох, 托克托, Токэто; автономный район Внутренняя Монголия, городской округ Хух-Хото
- Токкузтара (Гунлю), 巩留, Гунлю; Синьцзян-Уйгурский автономный район, Или-Казахский автономный округ; одноимённый административный центр (巩留)
- Токсу (Синьхэ), 新和, Синьхэ; Синьцзян-Уйгурский автономный район, округ Аксу; одноимённый административный центр (新和)
- Токсун, 托克逊, Токэсюнь; Синьцзян-Уйгурский автономный район, округ Турфан; одноимённый административный центр (托克逊)
- Улан, 乌兰, Улань; провинция Цинхай, Хайси-Монголо-Тибетский автономный округ; административный центр — Силигоу (希里沟)
- Улугчат (Уця), 乌恰, Уця; Синьцзян-Уйгурский автономный район, Кызылсу-Киргизский автономный округ; одноимённый административный центр (乌恰)
- Урумчи, 乌鲁木齐, Улумуци; Синьцзян-Уйгурский автономный район, городской округ Урумчи
- Учтурфан (Уши), 乌什, Уши; Синьцзян-Уйгурский автономный район, округ Аксу; одноимённый административный центр (乌什)
- Файзабад (Цзяши), 伽师, Цзяши; Синьцзян-Уйгурский автономный район, округ Кашгар; одноимённый административный центр (巴仁)
- Хорингэр, 和林格尔, Хэлиньгээр; автономный район Внутренняя Монголия, городской округ Хух-Хото; административный центр — Чэньгуань (城关镇)
- Хошуд, 和硕, Хэшо; Синьцзян-Уйгурский автономный район, Баянгол-Монгольский автономный округ; административный центр — 特吾里克
- Цомэ, 措美, Цомэй; Тибетский автономный район, округ Шаньнань
- Цона, 错那, Цона; Тибетский автономный район, округ Шаньнань
- Цочен, 措勤, Цоцинь; Тибетский автономный район, округ Нгари
- Чагченг, 乡城, Сянчэн; провинция Сычуань, Гардзе-Тибетский автономный округ; административный центр — 香巴拉
- Чамдо, 昌都, Чанду; Тибетский автономный район, округ Чамдо; одноимённый административный центр (昌都)
- Чарклык (Жоцян), 若羌, Жоцян; Синьцзян-Уйгурский автономный район, Баянгол-Монгольский автономный округ; одноимённый административный центр (若羌)
- Черчен (Цемо), 且末, Цемо; Синьцзян-Уйгурский автономный район, Баянгол-Монгольский автономный округ; одноимённый административный центр (且末)
- Чингиль (Цинхэ), 青河, Цинхэ; Синьцзян-Уйгурский автономный район, Или-Казахский автономный округ, округ Алтай; одноимённый административный центр (青河)
- Чинду, 称多, Чэндо; провинция Цинхай, Юйшу-Тибетский автономный округ; административный центр — 称文)
- Чира, 策勒, Цэлэ; Синьцзян-Уйгурский автономный район, округ Хотан; одноимённый административный центр (策勒)
- Чомо (Ядун), 亚东, Ядун; Тибетский автономный район, округ Шигадзе; административный центр — Сясыма (下司马)
- Чонггьэ, 琼结, Цюнцзе; Тибетский автономный район, округ Шаньнань; одноимённый административный центр (琼结)
- Чумарлеб, 曲麻莱, Цюймалай; провинция Цинхай, Юйшу-Тибетский автономный округ; административный центр — 约改
- Чусум, 曲松, Цюйсун; Тибетский автономный район, округ Шаньнань; одноимённый административный центр (曲松)
- Чучен, 金川, Цзиньчуань; провинция Сычуань, Нгава-Тибетско-Цянский автономный округ; одноимённый административный центр (金川)
- Чюшю (Чушул, Чушур), 曲水, Цюйшуй; Тибетский автономный район, городской округ Лхаса; одноимённый административный центр (曲水)
- Шахъяр, 沙雅, Шая; Синьцзян-Уйгурский автономный район, округ Аксу; одноимённый административный центр (沙雅)
- Шэндза (Шандза, устар. Сенджа), 申扎, Шэньчжа; Тибетский автономный район, округ Нагчу
- Шэтонгмён, 谢通门, Сетунмэнь; Тибетский автономный район, округ Шигадзе; административный центр — Цзидин (卡嘎镇吉丁)
- Юпурга, 岳普湖, Юэпуху; Синьцзян-Уйгурский автономный район, округ Кашгар (Каши); одноимённый административный центр (岳普湖)
- Янгигисар, 英吉沙, Инцзиша; Синьцзян-Уйгурский автономный район, округ Кашгар (Каши); одноимённый административный центр (英吉沙)
- Янгишар (Шулэ), 疏勒, Шулэ; Синьцзян-Уйгурский автономный район, округ Кашгар (Каши); одноимённый административный центр (疏勒)
- Яркенд (Шачэ), 莎车, Шачэ; Синьцзян-Уйгурский автономный район, округ Кашгар (Каши); одноимённый административный центр (莎车)

#### Хошуны
- Абга-Ци, 阿巴嘎旗, Абагаци; автономный район Внутренняя Монголия, аймак Шилин-Гол
- Аохан-Ци, 敖汉旗, Аоханьци; автономный район Внутренняя Монголия, городской округ Чифэн
- Абганар-Ци, 阿巴哈纳尔旗, Абаханаэрци (1963—1983, аймак Шилин-Гол автономного района Внутренняя Монголия)
- Арун-Ци, 阿荣旗, Ажунци; автономный район Внутренняя Монголия, городской округ Хулун-Буйр
- Ар-Хорчин-Ци, 阿鲁科尔沁旗, Алукээрциньци; автономный район Внутренняя Монголия, городской округ Чифэн; административный центр — Тяньшань (天山)
- Байрин-Цзоци, 巴林左旗, Балиньцзоци; автономный район Внутренняя Монголия, городской округ Чифэн
- Байрин-Юци, 巴林右旗, Балиньюци; автономный район Внутренняя Монголия, городской округ Чифэн
- Бутха-Ци, 布特哈旗, Бутэхаци; (до 1983 года, преобразован в городской уезд Чжаланьтунь) автономный район Внутренняя Монголия, городской округ Хулун-Буйр
- Далад-Ци, 达拉特旗, Далатэци; автономный район Внутренняя Монголия, городской округ Ордос
- Дархан-Муминган, 达尔罕茂明安联合旗, Даэрханьмаоминъаньляньхэци; автономный район Внутренняя Монголия, городской округ Баотоу
- Джалайд-Ци, 扎赉特旗, Чжалайтэци; автономный район Внутренняя Монголия, аймак Хинган
- Джаруд-Ци, 扎鲁特旗, Чжалутэци; автономный район Внутренняя Монголия, городской округ Тунляо
- Джунгар-Ци, 准格尔旗, Чжуньгээрци; автономный район Внутренняя Монголия, городской округ Ордос; административный центр — Сюэцзявань (薛家湾)
- Дорбод-Ци, см. Дурбэд
- Дун-Уджимчин-Ци, 东乌珠穆沁旗, Дунъучжумуциньци; автономный район Внутренняя Монголия, аймак Шилин-Гол; административный центр — Улястай (乌里雅斯太)
- Дун-Уджумчин-Ци, см. Дун-Уджимчин-Ци
- Дурбуд-Ци, см. Дурбэд
- Дурбэд (Сыцзыванци), 四子王旗, Сыцзыванци; автономный район Внутренняя Монголия, городской округ Уланчаб; административный центр — Улан-Хуа (乌兰花)
- Найман-Ци, 奈曼旗, Найманьци; автономный район Внутренняя Монголия, городской округ Тунляо
- Оннюд-Ци, 翁牛特旗, Вэннютэци; автономный район Внутренняя Монголия, городской округ Чифэн; административный центр — Удань (乌丹)
- Отог-Ци, 鄂托克旗, Этокэци; автономный район Внутренняя Монголия, городской округ Ордос; административный центр — Улан (乌兰)
- Си-Уджимчин-Ци, 西乌珠穆沁旗, Сиучжумуциньци; автономный район Внутренняя Монголия, аймак Шилин-Гол; административный центр — 巴拉嘎尔高勒镇
- Сунид-Цзоци, 苏尼特左旗, Сунитэцзоци; автономный район Внутренняя Монголия, аймак Шилин-Гол; административный центр — Мандалт (满都拉图)
- Сунид-Юци, 苏尼特右旗, Сунитэюци; автономный район Внутренняя Монголия, аймак Шилин-Гол; административный центр — Сайхан-Тал (赛汉塔拉)
- Тайбус-Ци, 太仆寺旗, Тайпусыци; автономный район Внутренняя Монголия, аймак Шилин-Гол; административный центр — Баочан (宝昌)
- Тумэд-Цзоци, 土默特左旗, Тумотэцзоци; автономный район Внутренняя Монголия, городской округ Хух-Хото; административный центр — Часуци (察素齐)
- Тумэд-Юци, 土默特右旗, Тумутэюци; автономный район Внутренняя Монголия, городской округ Баотоу; административный центр — Салаци (萨拉齐)
- Урад-Хоуци, 乌拉特后旗, Улатэхоуци; автономный район Внутренняя Монголия, городской округ Баян-Нур
- Урад-Цяньци, 乌拉特前旗, Улатэцяньци; автономный район Внутренняя Монголия, городской округ Баян-Нур; административный центр — Улашань (乌拉山)
- Урад-Чжунхоу-Ляньхэци, 乌拉特中后联合旗, Улатэчжунхоуляньхэци; (1952—1981; разделен на Урад-Чжунци и Урад-Хоуци; автономный район Внутренняя Монголия, аймак Баян-Нур)
- Урад-Чжунци, 乌拉特中旗, Улатэчжунци; автономный район Внутренняя Монголия, городской округ Баян-Нур
- Ушин-Ци, 乌审旗, Ушэньци; автономный район Внутренняя Монголия, городской округ Ордос
- Хангин-Хоуци, 杭锦后旗, Ханцзиньхоуци; автономный район Внутренняя Монголия, городской округ Баян-Нур
- Хангин-Ци, 杭锦旗, Ханцзиньци; автономный район Внутренняя Монголия, городской округ Ордос
- Харачин-Ци, 喀喇沁旗, Калациньци; автономный район Внутренняя Монголия, городской округ Чифэн
- Хобот-Шара (Сянхуанци) 镶黄旗, Сянхуанци; автономный район Внутренняя Монголия, аймак Шилин-Гол
- Хорчин-Цзоихоуци, 科尔沁左翼后旗, Кээрциньцзоихоуци; автономный район Внутренняя Монголия, городской округ Тунляо
- Хорчин-Цзоичжунци, 科尔沁左翼中旗, Кээрциньцзоичжунци; автономный район Внутренняя Монголия, городской округ Тунляо; административный центр — Баокан (保康)
- Хорчин-Юицяньци, 科尔沁右翼前旗, Кээрциньюицяньци; автономный район Внутренняя Монголия, округ Хинган
- Хорчин-Юичжунци, 科尔沁右翼中旗, Кээрциньюичжунци; автономный район Внутренняя Монголия, округ Хинган
- Хурэ-Ци, 库伦旗, Кулуньци; автономный район Внутренняя Монголия, городской округ Тунляо; административный центр — Хурэ (库伦)
- Хэшигтэн-Ци, 克什克腾旗, Кэшикэтэнци; автономный район Внутренняя Монголия, городской округ Чифэн; административный центр — Цзинпэн (经棚)
- Чахар-Юихоуци, 察哈尔右翼后旗, Чахаэрюихоуци; автономный район Внутренняя Монголия, городской округ Уланчаб
- Чахар-Юицяньци, 察哈尔右翼前旗, Чахаэрюицяньци; автономный район Внутренняя Монголия, городской округ Уланчаб
- Чахар-Юичжунци, 察哈尔右翼中旗, Чахэрюичжунци; автономный район Внутренняя Монголия, городской округ Уланчаб
- Чог-Ци, 潮格旗, Чаогэци; (до 1981 года; ныне — хошун Урад-Хоуци; автономный район Внутренняя Монголия, аймак Баян-Нур; административный центр располагался в посёлке Чог-Ундэр)
- Чэнь-Барга-Ци, 陈巴尔虎旗, Чэньбаэрхуци; автономный район Внутренняя Монголия, городской округ Хулун-Буйр
- Шинэ-Барга-Цзоци, 新巴尔虎左旗, Синьбаэрхуцзоци; автономный район Внутренняя Монголия, городской округ Хулун-Буйр
- Шинэ-Барга-Юци, 新巴尔虎右旗, Синьбаэрхуюци; автономный район Внутренняя Монголия, городской округ Хулн-Буйр
- Шугуйт-Ци, 喜桂图旗, Сигуйтэци; автономный район Внутренняя Монголия, городской округ Хулун-Буйр (до 1983 года; преобразован в городской уезд Якэши)
- Шулун-Хобот-Цаган (Чжэнсянбайци), 正镶白旗, Чжэнсянбайци; автономный район Внутренняя Монголия, аймак Шилин-Гол
- Шулун-Хух (Чжэнланьци), 正蓝旗, Чжэнланьци; автономный район Внутренняя Монголия, аймак Шилин-Гол
- Эджэн-Хоро-Ци, 伊金霍洛旗, Ицзиньхолоци; автономный район Внутренняя Монголия, городской округ Ордос
- Эдзин-Ци, 额济纳旗, Эцзинаци; автономный район Внутренняя Монголия, аймак Алашань

### Волостного уровня

#### Волости
- Агуйт, 阿贵图, Агуйту; автономный район Внутренняя Монголия, городской округ Уланчаб, хошун Чахар-Юихоуци (упразднена?)
- Ачал, 阿恰勒, Ацялэ; Синьцзян-Уйгурский автономный район, округ Аксу, уезд Кельпин
- Баронг, 麻绒, Мажун; Тибетский автономный район, Гардзе-Тибетский автономный округ, уезд Бэю

### Административные центры единиц окружного уровня
- Джагдачи, 加格达奇, Цзягэдаци; провинция Хэйлунцзян, округ Да-Хинган-Лин
- Дзетанг, 泽当, Цзэдан Тибетский автономный район, округ Шаньнань, уезд Недонг
- Мачен, 玛沁, Мацинь; провинция Цинхай, Голог-Тибетский автономный округ
- Нагчу, 那曲, Нацюй (Хэйхэ); Тибетский автономный район, округ Нагчу

### Административные центры единиц уездного уровня
- Боро-Чжуаньцзин, 博罗转井, Болочжуаньцзин; провинция Ганьсу, округ Цзюцюань, Аксай-Казахский автономный уезд (до 1999 года; ныне административный центр — Хунлювань)
- Бэма, 白玛, Байма; Тибетский автономный район, округ Чамдо, уезд Башё
- Вангда, 旺达, Ванда; Тибетский автономный район, округ Чамдо, уезд Дзоганг
- Габасумдо, 尕巴松多, Габасундо; провинция Цинхай, Хайнань-Тибетский автономный округ, уезд Тундэ
- Габо, 洛扎镇嘎波, Габо; Тибетский автономный район, округ Шаньнань, уезд Лходжаг
- Гамда, 刚木达, Гамуда; провинция Сычуань, Нгава-Тибетско-Цянский автономный округ, уезд Дзамтанг (ныне административный центр — 壤柯镇)
- Гангджиг, 甘旗卡, Ганьцика; автономный район Внутренняя Монголия, городской округ Тунляо, хошун Хорчин-Цзоихоуци
- Гартог, 嘎托, Гато; Тибетский автономный район, округ Чамдо, административный центр уезда Маркам
- Генгчен, 更庆, Гэнцин; провинция Сычуань, Гардзе-Тибетский автономный округ; уезд Деге
- Гьиганг, 竹瓦根镇吉公, Цзигун; Тибетский автономный район, округ Чамдо; административный центр уезда Дзаю
- Гьиданг, 隆子镇机当 либо 吉塘, Цзидан, Цзитан; Тибетский автономный район, округ Шаньнань; административный центр уезда Лхюндзе
- Гьягьиболог, 加吉博洛格, Цзяцзибологэ; провинция Цинхай, Юйшу-Тибетский автономный округ; административный центр уезда Джидё
- Гьягьядиб, 甲加低布, Цзяцзядибу; Тибетский автономный район, округ Нагчу; административный центр уезда Шэндза (ныне административный центр — Шэндза 申扎)
- Гьямтанг, 甲木塘, Цзямутан; Тибетский автономный район, округ Шигадзе; административный центр уезда Денгчен (ныне административный центр — Денгчен 丁青)
- Гьянгга, 江嘎, Цзянга; Тибетский автономный район, округ Шигадзе; административный центр уезда Динггье
- Дабан, 大板, Дабань; автономный район Внутренняя Монголия, городской округ Чифэн; административный центр хошуна Байрин-Юци
- Дабчиг, 达布察克, Дабучакэ; автономный район Внутренняя Монголия, городской округ Ордос; административный центр хошуна Ушин-Ци
- Даджагён, 达扎寺, Дачжасы; провинция Сычуань, округ Нгава, уезд Дзёге
- Далан-Хуб, 达来呼布, Далайхубу; провинция Ганьсу, округ Цзюцюань, хошун Эдзин-Ци
- Дамчука, 当曲卡, Данцюйка; Тибетский автономный район, городской округ Лхаса, уезд Дамшунг
- Дамшё, 措美镇, Дансюй; Тибетский автономный район, округ Шаньнань, уезд Цомэ
- Дартанг, 达尔唐, Даэртан; Тибетский автономный район, округ Нагчу, уезд Бачен (ныне административный центр — 拉西)
- Дачин-Тал, 大沁他拉, Дациньтала; автономный район Внутренняя Монголия, городской округ Тунляо, хошун Найман-Ци
- Денгкагён, 电尕, Дяньга; провинция Ганьсу, Ганьнань-Тибетский автономный округ уезд Тево
- Дечен, 德庆, Дэцин; Тибетский автономный район, городской округ Лхаса, уезд Дагдзе
- Джабдюн, 扎东, Чжадун; Тибетский автономный район, округ Шигадзе, уезд Джонгба (ныне административный центр — 拉让)
- Джагго (Лухо), 炉霍, Лухо; провинция Сычуань, Гардзе-Тибетский автономный округ уезд Джагго (Лухо) (ныне административный центр — Синьду 新都)
- Джадум, см. Джабдюн
- Джамо, 扎木, Чжаму; Тибетский автономный район, округ Чамдо, уезд Бово (Боми)
- Джатанг, 扎塘, Чжатан; Тибетский автономный район, округ Шаньнань, уезд Джананг
- Джиченсумдо, 智青松多, Чжицинсундо; провинция Цинхай, Голог-Тибетский автономный округ уезд Джигджи
- Джогньема, 卓格尼玛, Чжогэнима; Ганьнань-Тибетский автономный округ уезд Мачу (ныне административный центр — 尼玛)
- Джонгба, 仲巴, Чжунба; Тибетский автономный район, округ Шаньнань, уезд Гьяца (ныне административный центр — Гьяца, 加查)
- Дзето, 孜托, Цзыто; Тибетский автономный район, округ Чамдо, уезд Лхоронг
- Дзонгга, 宗嘎, Цзунга; Тибетский автономный район, округ Шигадзе, уезд Гьиронг
- Донгдо, 米林镇东多, Дундо; Тибетский автономный район, городской округ Лхаса, уезд Мэнлинг
- Дунд-Хото, 敦达浩特, Дуньдахаотэ; автономный район Внутренняя Монголия, аймак Шилин-Гол, хошун Шулун-Хух
- Индэр, 音德尔, Иньдээр; автономный район Внутренняя Монголия, городской округ Хулун-Буйр, хошун Джалайд-Ци
- Карабура, 哈拉布拉, Халабула; Синьцзян-Уйгурский автономный район, Или-Казахский автономный округ округ Тачэн, уезд Юйминь
- Карашар (Яньци), 焉耆, Яньци; Синьцзян-Уйгурский автономный район, Яньци-Хуэйский автономный уезд
- Кунггар, 工卡, Гунка; Тибетский автономный район, городской округ Лхаса; административный центр уезда Мэджокунггар
- Кэбур, 科布尔, Кэбуэр; автономный район Внутренняя Монголия, аймак Уланчаб, хошун Чахар-Юичжунци
- Лабранг, 拉卜楞, Лабулэн; провинция Ганьсу, Ганьнань-Тибетский автономный округ уезд Сяхэ
- Ламэ, 腊麦, Ламай; Тибетский автономный район, округ Шаньнань, уезд Гонггар (ныне амдинистративный центр — 吉雄)
- Ланггар, 朗嘎, Ланга; Тибетский автономный район, городской округ Лхаса, уезд Дёлунгдечен (ныне административный центр — 东嘎)
- Лобчонгдзе, 洛江镇洛布穷孜, Лобуцюнцзы; Тибетский автономный район, округ Шигадзе, уезд Бэнанг
- Лумарингбо, 改则镇鲁仁, Лужэнь; Тибетский автономный район, округ Нгари, уезд Герзде
- Лушар, 鲁沙尔, Лушаэр; провинция Цинхай, уезд Хуанчжун
- Мактан, 马克堂（马克唐）, Макэтан; провинция Цинхай, Хуаннань-Тибетский автономный округ, уезд Джэнца
- Мандалт, 满都拉图, Маньдулату; автономный район Внутренняя Монголия, аймак Шилин-Гол, хошун Сунид-Цзоци
- Мэндонг, 措勤镇门东, Мэньдун; Тибетский автономный район, округ Нгари, уезд Цочен
- Нагчу (Хэйхэ), 那曲（黑河）, Нацюй (Хэйхэ); Тибетский автономный район, округ Нагчу, уезд Нагчу
- Пёндо, 旁多, Пандо; Тибетский автономный район, городской округ Лхаса, уезд Лхюнджуб (ныне административный центр — 甘丹曲果)
- Сайхан-Тал, 赛汉塔拉, Сайханьтала; автономный район Внутренняя Монголия, аймак Уланчаб, хошун Сунид-Юци
- Салаци, 萨拉齐, Салаци; автономный район Внутренняя Монголия, городской округ Баотоу, хошун Тумд-Юци
- Сегонг, 色贡, Сэгун; Тибетский автономный район, округ Нагчу, уезд Ньэнронг (ныне административный центр — Ньэронг, 聂荣)
- Таронг, 塔荣, Тажун; Тибетский автономный район, городской округ Лхаса, уезд Ньемо
- Токкузакбазар, 托克扎克, Токэчжакэ; Синьцзян-Уйгурский автономный район, округ Кашгар, уезд Шуфу
- Толинг, 托林, Толинь; Тибетский автономный район, округ Нгари, уезд Дзамда
- Тугрэг-Ула, 土贵乌拉, Тугуйула; автономный район Внутренняя Монголия, аймак Уланчаб, хошун Чахар-Юицяньци
- Улан, 乌兰, Улань; автономный район Внутренняя Монголия, городской округ Ордос, хошун Отог-Ци
- Улан-Хара-Гасу, см. Улан
- Халют, 海流图, Хайлюту; автономный район Внутренняя Монголия, городской округ Баян-Нур, хошун Урад-Чжунци
- Хобоксар, 和布克赛尔, Хэбукэсайэр; Хобоксар-Монгольский автономный уезд
- Хорчин, 科尔沁), Кээрцинь; автономный район Внутренняя Монголия, округ Хинган, хошун Хорчин-Юицяньци
- Хурама, 哈拉玛, Халама; провинция Сычуань, Нгава-Тибетско-Цянский автономный округ, уезд Хунъюань (ныне административный центр — Хунси 邛溪)
- Хух-Элгэн, 可可以力更, Кэкэилигэн; автономный район Внутренняя Монголия, городской округ Уланчаб, уезд Учуань
- Цаган-Нур, 察干淖, Чаганьнао; автономный район Внутренняя Монголия, аймак Шилин-Гол, хошун Шулун-Хобот-Цаган (Чжэнсянбайци) (ныне административный центр — 明安图)
- Цаган-Ус, 察汗乌苏, Чаханьусу; провинция Цинхай, Хайси-Монголо-Тибетский автономный округ, уезд Дулан
- Чог-Ундэр, 潮格温都尔, Чаогэвэньдуэр; автономный район Внутренняя Монголия, аймак Баян-Нур, хошун Чог-Ци (ныне хошун упразднён, включен в состав хошуна Урад-Хоуци)
- Шамба, 陕坝, Шаньба; автономный район Внутренняя Монголия, городской округ Баян-Нур, хошун Хангин-Хоуци
- Шегар, 协格尔, Сегээр; Тибетский автономный район, округ Шигадзе, уезд Тингри
- Шинэ-Булак, 新宝力格, Синьбаолигэ; автономный район Внутренняя Монголия, аймак Шилин-Гол, хошун Хобот-Шара (Сянхуанци)
- Шинэ-Хото, 新浩特, Синьхаотэ; автономный район Внутренняя Монголия, аймак Шилин-Гол, хошун Абга-Ци (ныне административный центр — 别力古台)
- Шинэ-Чжэнь, 锡尼, Синичжэнь; автономный район Внутренняя Монголия, городской округ Ордос, хошун Хангин-Ци
- Эхэн-Худук, 额肯呼都格, Экэньхудугэ; автономный район Внутренняя Монголия, аймак Алашань, хошун Алашань-Юци
- Ямдо, 烟多, Яньдо; Тибетский автономный район, округ Чамдо, уезд Чжагъяб (Чая)

## Водоёмы

### Водопады
- Хуангошупубу, 黄果树瀑布, Хуангошупубу; река Дабанхэ (Байшуйхэ?), провинция Гуйчжоу

### Водохранилища
- Муруйн-Сумэ, 莫力庙水库, Молимяошуйку в верхнем течении реки Силяохэ, провинция Гирин
- Сунхуаху, 松花湖, Сунхуаху; на реке Сунгари, провинция Гирин

### Заливы
- Бакбо, 北部湾, Бэйбувань; Южно-Китайское море
- Кантонский залив, см. Чжуцзянкоу
- Кяочао, см. Цзяочжоувань

### Каналы
- Главный оросительный канал, 苏北灌溉总渠, Субэйгуаньгайцзунцюй соединяет оз. Хунцзэху с Жёлтым морем, провинция Цзянсу
- Победы, 人民胜利渠, Жэньминьшэнлицюй; соединяет р. Хуанхэ с р. Вэйхэ, провинция Хэнань

### Колодцы
- Кошкудук, 科什库都克, Кэшукудукэ; Синьцзян-Уйгурский автономный район, Баянгол-Монгольский автономный округ
- Цаган-Чондж, 查干春子井, Чаганьчуньцзыцзин; провинция Ганьсу

### Озёра
- Айдынкёль, 艾丁湖, Айдинху; Синьцзян-Уйгурский автономный район
- Алаг-Нур, 阿拉克湖, Алакэху; провинция Цинхай
- Ангули-Нур, 安固里淖, Аньгулинао; провинция Хэбэй
- Ару-Цо, 阿如错, Ажуцо; Тибетский автономный район
- Аччиккёль, 阿其克库勒湖, Ацикэкулэху; Синьцзян-Уйгурский автономный район
- Аяккумкёль, 阿牙克库木湖, Аякэкумуху; Синьцзян-Уйгурский автономный район
- Бага-Нур (Джиликёль), 吉力库勒, Цзиликулэ; Синьцзян-Уйгурский автономный район
- Бага-Цайдам-Нур, 小柴旦湖, Сяочайданьху; провинция Цинхай
- Баграшкёль, 博斯腾湖, Босытэнху; Синьцзян-Уйгурский автономный район
- Бам-Цо, 八木错, Бамуцо; Тибетский автономный район
- Бангкок-Цо, 班戈错, Баньгэцо; Тибетский автономный район
- Бангонг-Цо, 班公湖, Баньгунху; Тибетский автономный район
- Баркёль, 巴里坤湖, Баликуньху; Синьцзян-Уйгурский автономный район
- Буйр-Нур, 贝尔湖, Бэйэрху; на границе КНР (провинция Хэйлунцзян) и Монголии
- Бэй-Хулсан-Нур, 北霍鲁逊湖, Бэйхолусюньху; провинция Цинхай
- Газкёль, 格孜湖, Гэцзыху; провинция Цинхай
- Гандэнгон, 嘎丹寺, Гаданьсы; Тибетский автономный район, городская территория Лхаса
- Ганч-Гэр, 嘎什根, Гашигэнь; Гирин, округ Байчэн
- Гашун-Нур, 嘎顺诺尔, Гашуньноэр; провинция Ганьсу
- Гейзеров, 温泉湖, Вэньцюаньху; Тибетский автономный район
- Годжа-Цо, также Лигтен, 郭扎错, Гочжацо; Тибетский автономный район
- Гоманг-Цо, 戈芒错, Гэманцо; Тибетский автономный район
- Гомо-Цо, 戈木错, Гэмуцо; Тибетский автономный район
- Гьяринг-Цо, 加仁错, Цзяжэньцо; Тибетский автономный район
- Гьяринг-Цо, провинция Цинхай — см. озеро Джарин-Нур
- Дабсан-Нур, 达布逊湖, Дабусюньху; провинция Цинхай
- Давсан-Нур, см. Дабсан-Нур
- Дагдзе-Цо, 达则错, Дацзэцо; Тибетский автономный район
- Дагце, см. Дагдзе-Цо
- Далайнор (Хулун-Нур), 呼伦湖, Хулуньху; автономный район Внутренняя Монголия
- Далай-Нур, 达里诺尔, Далийноэр; Ляонин
- Данграюм, см. Танграюм-Цо
- Дарог-Цо, см. Джаринам-Цо
- Дарун-Цо, 达伦错, Далуньцо; Тибетский автономный район
- Джагок-Цо (Аддан-Цо), 阿达错, Адацо; Тибетский автономный район
- Джалатай-Давс, см. Джартай-Дабс
- Джарантай-Давс, см. Джартай-Дабс
- Джарантай-Яньчи, см. Джартай-Дабс
- Джаринам-Цо, 扎日南木错, Чжажинаньмуцо; Тибетский автономный район
- Джаринг, см. Гьяринг-Цо
- Джарин-Нур (Гьяринг-Цо), 扎陵湖, Чжалинху; провинция Цинхай
- Джартай-Дабс, 吉兰泰盐池, Цзиланьтайяньчи; Нинся-Хуэйский автономный район
- Джаши-Цо, 扎西布错, Чжасибуцо; Тибетский автономный район
- Джиггитай, см. Маргэ-Цака
- Джиликёль, см. Бага-Нур
- Джили-Ху, см. Бага-Нур
- Догай-Цоринг, см. Догэ-Цоринг
- Догэ-Цоринг (Монкальм), 多格错仁, Догэцожэнь; Тибетский автономный район
- Донгги-Цона, 冬给错纳湖, Дунгэйцонаху; провинция Цинхай
- Дун-Тайджнар-Нур, 东台吉乃尔湖, Дунтайцзинайэрху; провинция Цинхай
- Ибуг-Цака (Красной Соли), 伊布茶卡（红盐湖）, Ибучака (Хунъяньху); Тибетский автономный район
- Их-Цайдам-Нур, 大柴达木湖, Дачайдамуху; провинция Цинхай
- Ихэ-Хак, см. Манас (Ихэ-Хак)
- Карабуранкёль, 台特马湖, Тайтэмаху; Синьцзян-Уйгурский автономный район
- Кашум-Цо, 喀顺错, Кашуньцо; Тибетский автономный район
- Красной Соли, см. Ибуг-Цака
- Красных Скал, 红崖湖, Хунъяху; Тибетский автономный район
- Кукунор (Цинхай), 青海, Цинхай; провинция Цинхай
- Кунггью-Цо, 公珠错, Гунчжуцо; Тибетский автономный район
- Ланга-Цо (Лагнгам-Цо), 拉昂错（兰嘎错）, Лаанцо (Ланьгацо); Тибетский автономный район
- Лашонг-Цо, 拉雄错, Ласюнцо; Тибетский автономный район
- Лобнор, 罗布泊, Лобубо; Синьцзян-Уйгурский автономный район
- Лумаджангдонг-Цо, 鲁玛江冬错, Лумацзяндунцо; Тибетский автономный район
- Манас (Ихэ-Хак), 玛纳斯湖, Манасыху; Синьцзян-Уйгурский автономный район
- Мапамъюм-Цо (Манасаровар), 玛旁雍错, Мафамуцо; Тибетский автономный район
- Маргэ-Цака (Джиггитай), 玛尔盖茶卡, Маэргайчака; Тибетский автономный район
- Маркем-Цо, 麻喀木错, Макамуцо; Тибетский автономный район
- Мемар-Цо, 美马错, Мэймацо; Тибетский автономный район
- Намру-Цо, 纳木如错, Намужуцо; Тибетский автономный район
- Нам-Цо (Тэнгри-Нур), 纳木错, Намуцо; Тибетский автономный район
- Нань-Хулсан-Нур, 南霍鲁逊湖, Наньхолусюньху; провинция Цинхай
- Нгангдзе-Цо, 昂则错, Анцзэцо; Тибетский автономный район
- Нгангларинг-Цо, 昂拉仁错, Анлажэньцо; Тибетский автономный район
- Орба-Цо, 窝尔巴错, Воэрбацо; Тибетский автономный район
- Орин-Нур (Нгоринг-Цо), 鄂陵湖, Элинху; провинция Цинхай
- Пумаюм-Цо, 普莫雍错, Пумоюнцо; Тибетский автономный район
- Пэкю-Цо, 佩枯错, Пэйкуцо; Тибетский автономный район
- Ракас, см. Ланга-Цо
- Рола-Цо, 若拉错, Жолацо; Тибетский автономный район
- Сайрам-Нур, 赛里木湖, Сайлимуху; Синьцзян-Уйгурский автономный район
- Силинг-Цо, 色林湖, Цилиньху; Тибетский автономный район
- Си-Тайджнар-Нур, 西台吉乃尔湖, Ситайцзинайэрху; провинция Цинхай
- Сого-Нур, 索果诺尔, Согоноэр; провинция Ганьсу
- Сухай-Нур, 苏干湖, Суганьху; провинция Цинхай
- Танграюм-Цо, 当惹雍错, Данжэюнцо; Тибетский автономный район
- Тосон-Нур, 托素湖, Тосуху; провинция Цинхай
- Тохупинг-Цо, 托和平错, Тохэпинцо; Тибетский автономный район
- Тяньчи (Чхонджи), 天池, Тяньчи; в кратере потухшего вулкана Байтоушань (Пэктусан) на границе Китая (Гирин) и КНДР
- Улан-Сухай-Нур, 乌梁素海, Уляньсухай; автономный район Внутренняя Монголия
- Улан-Ула, 乌兰乌拉湖, Уланьулаху; провинция Цинхай
- Улюнгур (Булунг-Тохой), 乌伦古湖（布伦托海）, Улуньгуху (Булуньтохай); Синьцзян-Уйгурский автономный район
- Ханка, 兴凯湖, Синкайху; на границе России и Китая (Хэйлунцзян)
- Хара-Нур, 哈拉湖, Халаху; провинция Цинхай
- Хойтэн-Нур, 霍通湖, Хотунху; провинция Цинхай
- Хурлэг-Нур, 库尔雷克湖, Куэрлэйкэху; провинция Цинхай
- Хух-Шил-Нур, 可可西里湖, Кэкэсилиху; провинция Цинхай
- Цаган-Нур, 查干泡, Чаганьпао; автономный район Внутренняя Монголия
- Сечи, 解池, Сечи (ошиб. Цзечи); провинция Шаньдун
- Цонаг, 错纳湖, Цонаху; Тибетский автономный район
- Чибчанг-Цо, 赤布张湖, Чибучжанху; провинция Цинхай и Тибетский автономный район
- Чигу-Цо, 哲古错, Чжэгуцо; Тибетский автономный район
- Шиджир-Улан-Нур, 西金乌兰湖, Сицзиньуланьху; провинция Цинхай
- Эби-Нур, 艾比湖, Айбиху; Синьцзян-Уйгурский автономный район
- Элсэн-Нур, 多尔改错（叶鲁苏湖）, Доэргайцо (Елусуху); провинция Цинхай
- Эрхай, 洱海, Эрхай; провинция Юньнань
- Яков, 亚克错, Якэцо; Тибетский автономный район
- Ямджоюм-Цо, 羊卓雍错, Янчжоюнцо; Тибетский автономный район

### Проливы
- Хайнань (Цюнчжоу), 海南（琼州）海峡, Хайнаньхайся (Цюнчжоухайся); Южно-Китайское море, между островом Хайнань и полуостровом Лэйчжоубаньдао

### Реки
- Аксу, 阿克苏河, Акэсухэ Синьцзян-Уйгурский автономный район
- Алгой, 阿拉沟, Алагоу; Синьцзян-Уйгурский автономный район
- Амур, 黑龙江, Хэйлунцзян; провинция Хэйлунцзян
- Амурхэ, 额木尔河, Эмуэрхэ; правый приток Амура, провинция Хэйлунцзян
- Аргунь, 额尔古纳河, Ээргунахэ; в верхнем течении — Хайлар; автономный район Внутренняя Монголия
- Богцанг-Дзангбо, 波仓藏布, Боцанцзанбу; впадает в оз. Дагдзе-Цо, Тибетский автономный район
- Боро-Тала, 博尔塔拉河, Боэрталахэ; впадает в оз. Эби-Нур; Синьцзян-Уйгурский автономный район
- Бурчун, 布尔津河, Буэрцзиньхэ; правый приток р. Чёрный Иртыш; Синьцзян-Уйгурский автономный район
- Бух-Гол, 布哈河, Бухахэ; впадает в оз. Кукунор, провинция Цинхай.
- Ган — вм. Гэньхэ
- Гар-Дзангбо, 噶尔藏布, Гаэрцзанбу; сливаясь с р. Сенгге-Дзангбо образует р. Инд, Тибетский автономный район
- Гартанг, см. Гар-Дзангбо
- Гарчу, см. Гар-Дзангбо
- Гёздарья, 盖河, Гайхэ; теряется в песках Тограккум; Синьцзян-Уйгурский автономный район
- Голмуд-Гол, 格尔木河, Гээрмухэ; в верн. теч — Найдж-Гол, впадает в оз. Дабсан-Нур, провинция Цинхай
- Голубая река, см. Янцзы
- Гьичу, см. Лхаса
- Дамчонг-Канбаб, см. Мацанг (Брахмапутра)
- Джамда, см. Ньянг-Чу
- Джергалан, см. Куйтун
- Джи-Чу, 通天河, Тунтяньхэ; тиб. название р. Янцзы в верхнем течении (провинция Цинхай)
- Джичу, см. Лхаса
- Дзагья-Дзангбо, 扎加藏布, Чжацзяцзанбу; впадает в оз. Силинг-Цо, Тибетский автономный район
- Дза-Чу, 扎曲， 澜沧江, Чжацюй, Ланьцанцзян; на терр. ЮВА — Меконг, на терр. Юньнани — Ланьцанцзян
- Диханг, см. Цангпо
- Дэрбул, 德尔布尔河, Дээрбуэрхэ; прав. приток р. Аргунь, Хэйлунцзян
- Жошуй (Эдзин-Гол), 弱水（额济纳河）, Жошуй (Эцзинахэ); в верхн. теч. — Хэйхэ, распадаясь на рукава Морин-Гол (Сихэ) и Нарин-Гол (Дунхэ), впадает в озера Гашун-Нур и Сого-Нур, провинция Ганьсу
- Инчикедарья, прав. приток р. Кончедарья; Синьцзян-Уйгурский автономный район
- Их-Гол, см. Нарин-Гол (Дунхэ)
- Кара-Иртыш, см. Чёрный Иртыш
- Каракаш, 喀拉喀什河, Калакашихэ; сливаясь с р. Юрункаш, образует р. Хотан; Синьцзян-Уйгурский автономный район
- Карамуран, 喀拉米兰河, Каламиланьхэ; теряется в песках пуст. Такла-Макан; Синьцзян-Уйгурский автономный район
- Карасу, 喀拉苏, Каласу; теряется в песках пуст. Такла-Макан; Синьцзян-Уйгурский автономный район
- Карашар, см. Хайдык-Гол (Карашар)
- Каш, 喀什河, Кашихэ; прав. приток р. Или; Синьцзян-Уйгурский автономный район
- Кашаклык, 喀沙克力克河, Кашакэликэхэ; впадает в оз. Аччиккёль; Синьцзян-Уйгурский автономный район
- Кашгар, 喀什噶尔河, Кашигаэрхэ; в верхн. теч. — Кызылсу; теряется в песках Тибетский автономный районимской впадины; Синьцзян-Уйгурский автономный район
- Керия, 克里雅河, Кэлияхэ; теряется в песках пуст. Такла-Макан; Синьцзян-Уйгурский автономный район
- Керулен[3] (монг. Хэрлэн-Гол), 克鲁伦河, Кэлулуньхэ; впадает в оз. Далайнор; автономный район Внутренняя Монголия
- Ки-Чу, см. р. Лхаса
- Кокшаал, см. р. Таушкандарья
- Кончедарья, 孔雀河, Кунцюэхэ; впадает в оз. Лобнор; Синьцзян-Уйгурский автономный район
- Куйтун, 奎屯河, Куйтуньхэ; впадает в оз. Эби-Нур; Синьцзян-Уйгурский автономный район
- Кунгес (Кюнес), 巩乃斯河, Гуннайсыхэ; сливаясь с р. Тексес, образует р. Или; Синьцзян-Уйгурский автономный район
- Кызылсу, 克孜勒苏河, Кэцзылэсухэ; верхн. теч. р. Кашгар; Синьцзян-Уйгурский автономный район
- Кьичу, см. р. Лхаса
- Лангчен-Канбаб (Сатледж)[4], 象泉河, Сянцюаньхэ; Тибетский автономный район, верхн. теч. р. Сатледж
- Ланьцанцзян (Меконг)[5], 澜沧江, Ланьцанцзян; провинция Юньнань
- Литанг-Чу, 理塘河, Литанхэ; прав. приток р. Ялунцзян, провинция Сычуань
- Лу-Чу (Таохэ), 洮河, Таохэ; прав. приток р. Хуанхэ, провинция Ганьсу
- Лхаса (Гьи-Чу), 拉萨河, Ласахэ; левый приток р. Цангпо (Брахмапутра), Тибетский автономный район
- Манас, 玛纳斯河, Манасыхэ; впадает в оз. Манас (Ихэ-Хак); Синьцзян-Уйгурский автономный район
- Мацанг (Брахмапутра), 马泉河, Мацюаньхэ; также назыв. Дамчонг-Канбаб, верхн. течение реки Цангпо (Брахмапутра), Тибетский автономный район
- Морин-Гол (Сихэ), 木林河（西河）, Мулиньхэ (Сихэ); один из рукавов р. Жошуй (Эдзин-Гол), Ганьсу
- Музарт, 木扎提河, Мучжатихэ; сливаясь с р. Инчикедарья, впадает в р. Кончедарья, в период половодья впадает также в р. Тибетский автономный районим; Синьцзян-Уйгурский автономный район
- Муруй-Ус (Янцзы), 木鲁乌苏河, Мулуусухэ; монг. название р. Янцзы в верхн. теч., Цинхай
- Наг-Чу (Салуин)[6], 黑河, Хэйхэ; Тибетский автономный район
- Найдж-Гол (устар. Найчи-Гол), 奈齐果勒河, Найциголэхэ; верхнее течение р. Голмуд-Гол, провинция Цинхай
- Нарин-Гол, 那棱果勒河, Налинголэхэ; нижнее течение р. Тулагт-Ар-Гол, не имеет стока, провинция Цинхай
- Нарин-Гол (Дунхэ), 那林河（东河）, Налиньхэ (Дунхэ); один из рукавов р. Жошуй (Эдзин-Гол), провинция Ганьсу
- Ниядарья, 尼雅河, Нияхэ; теряется в песках пуст. Такла-Макан; Синьцзян-Уйгурский автономный район
- Нуцзян (Салуин)[7], 怒江, Нуцзян; Китай (Тибет и Юньнань) и Мьянма
- Ньянг-Чу, 尼洋河, Ниянхэ; лев. приток р. Цангпо (Брахмапутра), Тибетский автономный район
- Ньянг-Чу, 年楚河; приток Цангпо
- Нэмэр, 讷谟尔河, Нэмоэрхэ; лев. приток р. Нэньцзян, провинция Хэйлунцзян
- Рака-Дзангбо, 拉喀臧布, Лакацзанбу; лев. приток р. Цангпо (Брахмапутра), Тибетский автономный район
- Раскемдарья, 叶尔羌河, Еэрцянхэ; верхнее течение реки Яркенд; Синьцзян-Уйгурский автономный район
- Сенгге-Дзангбо, 狮泉河, Шицюаньхэ; сливаясь с р. Гар-Дзангбо, образует р. Инд
- Сунгари, 松花江, Сунхуацзян; правый приток реки Амур, провинции Гирин и Хэйлунцзян
- Тарим, 塔里木河, Талимухэ; впадает в оз. Карабуранкёль и оз. Лобнор; Синьцзян-Уйгурский автономный район
- Татлын-Гол, 塔塔棱河, Таталэнхэ; впадает в оз. Бага-Цайдам-Нур, Цинхай
- Таушкандарья (Какшаал), 托什干河, Тошиганьхэ; правый приток р. Аксу; Синьцзян-Уйгурский автономный район
- Ташкурган, 塔什库尔干河, Ташикуэрганьхэ; левый приток р. Раскемдарья; Синьцзян-Уйгурский автономный район
- Текес, 特克斯河, Тэкэсыхэ; сливаясь с р. Кунгес (Кюнес), образует р. Или; Синьцзян-Уйгурский автономный район
- Тизнаф, 提孜那浦河, Тицзынапухэ; теряется в песках пуст. Такла-Макан; Синьцзян-Уйгурский автономный район
- Тулагт-Ар-Гол, 楚拉克阿拉干河, Чулакэалаганьхэ; в нижн. теч. — Нарин-Гол, не имеет стока, Цинхай
- Туманган, см. Тумыньцзян (Туманган)
- Тумыньцзян (Туманган), 图们江, Тумэньцзян; впадает в Японское море, на границе Китая (провинция Гирин) и КНДР
- Улан-Мурэн (Тотохэ), 乌兰木伦河（沱沱河）, Уланьмулуньхэ (Тотохэ); один из истоков реки Янцзы, Цинхай
- Урумчи, 乌鲁木齐河, Улумуцихэ; теряется в песках пустыни Гурбантюнгют; Синьцзян-Уйгурский автономный район
- Урунгу, 乌伦古河, Улуньгухэ; впадает в озеро Баганур; Синьцзян-Уйгурский автономный район
- Уссури, 乌苏里江, Усулицзян; правый приток реки Амур, на границе России и Китая (провинция Хэйлунцзян)
- Хайдык-Гол (Карашар), 开都河, Кайдухэ; впадает в озеро Баграшкёль; Синьцзян-Уйгурский автономный район
- Хайлар, 海拉尔河, Хайлаэрхэ; верхнее течение р. Аргунь; автономный район Внутренняя Монголия
- Хаул, 哈乌勒河, Хаулэхэ; правый приток р. Дэрбул, Хэйлунцзян
- Хотан, 和田河, Хэтяньхэ; правый приток реки Тибетский автономный районим; Синьцзян-Уйгурский автономный район
- Хуанпу, 黄浦江, Хуанпуцзян; впадает в эстуарий р. Янцзы, Шанхай
- Хумаэрхэ, 呼玛尔河, Хумаэрхэ; правый приток р. Амур, Хэйлунцзян
- Цзиньшацзян (Янцзы), 金沙江, Цзиньшацзян; среднее течение реки Янцзы, Тибетский автономный район, провинции Сычуань и Юньнань
- Чёрный Иртыш (на территории Казахстана и России — Иртыш, уйгур. Кара-Иртыш), 额尔齐斯河; впадает в Бухтарминское водохранилище, Китай (Синьцзян), Казахстан и Россия
- Черчен, 车尔臣河, Чээрчэньхэ; впадает в озеро Карабуранкёль; Синьцзян-Уйгурский автономный район
- Чол, 绰尔河, Чоэрхэ; правый приток р. Нэньцзян, провинция Хэйлунцзян
- Чумар, 楚玛尔河, Чумаэрхэ; левый приток реки Янцзы, провинция Цинхай
- Шара-Мурэн, 西拉木伦河, Силамулунхэ; сливаясь с рекой Лаохахэ, образует реку Силяохэ, провинции Гирин и Ляонин
- Эмель, 额敏河, Эминьхэ; впадает в озеро Алаколь, Китай и Казахстан
- Энедередарья, 安迪尔河, Аньдиэрхэ; теряется в песках пустыни Такла-Макан; Синьцзян-Уйгурский автономный район
- Юрункаш, 玉龙喀什河, Юйлункашихэ; сливаясь с рекой Каракаш, образует реку Хотан; Синьцзян-Уйгурский автономный район
- Ялуцзян (Амноккан), 鸭绿江, Ялуцзян; впадает в Западно-Корейский залив Жёлтого моря, на границе Китая (провинции Гирин и Ляонин) и КНДР
- Яркенд, 叶尔羌河, Еэрцянхэ; в верхнем течении — Раскемдарья, сливаясь с рекой Аксу образует реку Тибетский автономный район; Синьцзян-Уйгурский автономный район
- Ярлунг-Дзангбо, 雅鲁藏布江, Ялуцзанбуцзян; среднее течение реки Цагпо (Брахмапутра), Тибетский автономный район
- Яртунгаздарья, 牙通古孜河, Ятунгуцзыхэ; теряется в песках пустани Такла-Макан; Синьцзян-Уйгурский автономный район

## Элементы рельефа

### Впадины
- Джунгарская впадина, 准噶尔盆地, Чжуньгаэрпэньди; Синьцзян-Уйгурский автономный район
- Красный бассейн, см. Сычуаньская впадина
- Сычуаньская впадина, 四川盆地, Сычуаньпэньди; провинция Сычуань
- Таримская впадина, 塔里木盆地, Талимупэньди; Синьцзян-Уйгурский автономный район
- Турфанская впадина, 吐鲁番盆地, Тулуфаньпэньди; Синьцзян-Уйгурский автономный район
- Хамийская впадина, 哈密盆地, Хамипэньди; Синьцзян-Уйгурский автономный район

### Вулканические области
- Уюнь-Холдонги, см. Удаляньчихошань

### Горные проходы
- Джунгарские ворота, 阿拉山口, Алашанькоу; Синьцзян-Уйгурский автономный район-Казахстан

### Горные системы
- Алтай, 阿勒泰山, Алэтайшань; Синьцзян-Уйгурский автономный район
- Гангдисе, 冈底斯山脉, Гандисышаньмай; Тибетский автономный район
- Гималаи, 喜马拉雅山脉, Сималаяшаньмай
- Каракорум, 喀喇昆仑山脉, Калакуньлуньшаньмай; Тибетский автономный район
- Трансгималаи, см. Гангдисе
- Тянь-Шань, 天山山脉, Тяньшаньшаньмай; Синьцзян-Уйгурский автономный район

### Горные страны
- Чанбайшань, 长白山地, Чанбайшаньди; провинции Гирин, Ляонин и Хэйлунцзян

### Горы
- Актаг, 阿克塔格, Акэтагэ; Синьцзян-Уйгурский автономный район
- Алинг-Гангри, 阿陵山, Алиншань; Тибетский автономный район
- Басудан-Ула, 各拉丹冬峰, Гэладаньдунфэн; Тибетский автономный район
- Богдо-Ула, 博格达峰, Бэгэдафэн; Синьцзян-Уйгурский автономный район
- Годуин-Остен, см. Чогори
- Госаинтан, см. Шишабангма
- Гурла-Мандхата, горн. сист. Гималаи, Тибетский автономный район
- Миньяк-Ганкар, см. Гунгашань 贡嘎山, Гунгашань
- Дапсанг, см. Чогори
- Джангкар, см. Кьянгкар
- Кайлас, см. Кангринбоче
- Кангринбоче (Кайлас, Гангдисе), 冈仁波齐峰, Ганжэньбоцифэн; Тибетский автономный район
- Карлыктаг, 哈尔里克山, Хаэрликэшань; хр. Карлыктаг; Синьцзян-Уйгурский автономный район
- Конгур, 公格尔山, Гунгээршань; горн. сист. Куньлунь; Синьцзян-Уйгурский автономный район, 7719 м
- Кула-Кангри, 库拉冈日峰, Кулаганжифэн; горн. сист. Гималаи, Тибетский автономный район, 7554 м
- Кызылтаг, 克孜勒山, Кэцзылэшань; хр. Алтынтаг; Синьцзян-Уйгурский автономный район, 4054 м
- Кьянгкар, 克阳克尔山, Кэянкээршань; хр. Алинг-Гангри, Тибетский автономный район, 6371 м
- Лхако-Кангри, горн. сист. Гималаи, Тибетский автономный район, 6482 м
- Мачен-Гангри (Аньемачен), 阿尼玛卿山, Анимациншань; провинция Цинхай, 6282 м
- Музтаг, 慕士山, Мушишань; горн. сист. Куньлунь; Синьцзян-Уйгурский автономный район, 7282 м
- Музтагата, 木孜塔格山, Мушитагэшань; горн. сист. Куньлунь; Синьцзян-Уйгурский автономный район, 7546 м
- Намчабарва, 那木岔巴洼山, Намучабавашань; горн. сист. Гималаи, Тибетский автономный район, 7756 м
- Ньэнчентанглха, 念青唐古拉峰, Няньцинтангулафэн; одноимённый хр, Тибетский автономный район, 7088 м
- Сино-Тибетские горы; Тибетское нагорье, провинция Сычуань
- Сычуаньские Альпы, см. Сино-Тибетские горы
- Тикеликтаг, 铁克力克山, Текэликэшань; горная система Куньлунь; Синьцзян-Уйгурский автономный район, 5466 м
- Тэрмошань, 特尔莫山, Тээрмошань; хребет Большой Хинган, на границе Гирина и Хэйлунцзяна 1725 м
- Улугмузтаг (Музтаг), 木孜塔格, Муцзытагэ; хр. Аркатаг (Пржевальского), граница Синьцзян-Уйгурский автономный район и Тибетский автономный район, 7723 м
- Чогори, 乔戈里峰, Цяогэлифэн; горная система Каракорум, на границе Китая (Синьцзян) и Индии, 8611 м
- Чонг-Карлыктаг (Шапка Мономаха), 莫诺马哈山, Мономахашань; горная система Куньлунь, на границе Синьцзян-Уйгурский автономный район и провинции Цинхай, 7720 м
- Шишабангма, 希夏邦马峰, Сисябанмафэн; горная система Гималаи, Тибетский автономный район, высота 8012 м
- Яградагдзе, 雅合拉达合泽山, Яхэладахэцзэшань; хребет Баян-Хара-Ула, провинция Цинхай, высота 5442 м

### Коридоры
- Хэси, 河西走廊, Хэсицзоулан; провинция Ганьсу

### Нагорья
- Тибетское нагорье, 青藏高原, Цинцзангаоюань; Западный Китай
- Юньнань-Гуйчжоуское нагорье, 云贵高原, Юньгуйгаоюань; провинции Юньнань, Гуйчжоу, Сычуань и Гуанси-Чжуанский автономный район

### Перевалы
- Баркёль, 巴里坤, Баликунь; Синьцзян-Уйгурский автономный район
- Гульча-Дабан; хр. Алтынтаг Синьцзян-Уйгурский автономный район
- Гьюгти-Ла; хр. Кайлас, Тибетский автономный район
- Джугти, см. Гьюгти-Ла
- Каракорум, 喀喇昆仑山口, Калакуньлуньшанькоу; Синьцзян-Уйгурский автономный район
- Карамуран, 喀拉米兰山口, Каламиланьшанькоу; хр. Аркатаг, граница Синьцзян-Уйгурский автономный район и Тибетский автономный район
- Козлова; хр. Аркатаг (Пржевальского), Синьцзян-Уйгурский автономный район, выс. 5085 м
- Лама-Ла, горн. сист. Гангдисе, выс. 5425 м
- Маюм-Ла, 马攸木山口, Маюмушанькоу; горн. сист. Гангдисе, Тибетский автономный район, 5151 м
- Нубганг-Ла, 鲁贡山口, Лугуншанькоу; хр. Ньэнчентанглха, Тибетский автономный район
- Танг-Ла, 唐古拉山口, Тангулашанькоу; хр. Тангла, граница Цинхая и Тибетский автономный район, 5180 м
- Улан-Дабан, 乌兰山口, Уланьшанькоу; хр. Улан-Дабан (Гумбольдта), граница Ганьсу и Цинхая, 4389 м
- Янги-Дабан; горная система Куньлунь, Синьцзян-Уйгурский автономный район, высота 6411 м

### Пески
- Тограккум; Синьцзян-Уйгурский автономный район

### Пещеры
- Тысячи будд, см. Цяньфодун
- Цяньфодун, 千佛洞, Цяньфодун

### Плато
- Лёссовое плато, 黄土高原, Хуантугаоюань; Сев. Китай
- Ордос, 鄂尔多斯, Ээрдосы; автономный район Внутренняя Монголия и провинция Шэньси

### Плоскогорья
- Барга, 巴尔虎, Баэрху; автономный район Внутренняя Монголия

### Пустыни
- Бадын-Джаран, 巴丹吉林, Баданьцзилинь; провинция Ганьсу
- Гашунская Гоби, 哈顺沙漠, Хашуньшамо; Синьцзян-Уйгурский автономный район
- Гурбантюнгют, 古尔班通古特沙漠, Гуэрбаньтунгутэшамо; Синьцзян-Уйгурский автономный район
- Джунгарская Гоби, 准噶尔沙漠, Чжуньгаэршамо; Синьцзян-Уйгурский автономный район
- Илхума, см. Гашунская Гоби
- Курбантонгут, см. Гурбантюнгют
- Му-Ус, 毛乌素沙漠, Маоусушамо; автономный район Внутренняя Монголия
- Такла-Макан, 塔克拉玛干沙漠, Такэламаганьшамо; Синьцзян-Уйгурский автономный район
- Тэнгэр, 腾格里沙漠, Тэнгэлишамо; провинция Ганьсу и Нинся-Хуэйский автономный район
- Улан-Бух, 乌兰布和沙漠, Уланьбухэшамо; автономный район Внутренняя Монголия и Нинся-Хуэйский автономный район
- Хобч, 库布齐沙漠, Кубуцишамо; автономный район Внутренняя Монголия, городской округ Ордос

### Равнины
- Дунбэйпинъюань, 东北平原, Дунбэйпинъюань

### Хребты
- Алинг-Гангри, 阿陵山, Алиншань Тибетский автономный район
- Алтынтаг, 阿尔金山脉, Аэрцзиньшаньмай; Синьцзян-Уйгурский автономный район
- Аркатаг (Пржевальского), 阿尔格山, Аэргэшань; Синьцзян-Уйгурский автономный район
- Баркёльтаг, 巴里坤山, Баликуньшань; Синьцзян-Уйгурский автономный район
- Богдо-Ула, 博格达山, Богэдашань; Синьцзян-Уйгурский автономный район
- Бокалыктаг (Марко-Поло), горная система Куньлунь, Цинхай
- Большой Хинган, 大兴安岭, Дасинъаньлин; провинция Ляонин, Хэйлунцзян, автономный район Внутренняя Монголия
- Боро-Хоро, 博罗霍落山, Болохолошань; горная система Тянь-Шань, Синьцзян-Уйгурский автономный район
- Боро-Хотан, 博罗哈坦山, Болохатаньшань; горная система Тянь-Шань, Синьцзян-Уйгурский автономный район
- Бурхан-Будда, 布尔汗布达山, Буэрханьбудашань; провинция Цинхай
- Гумбольдта, см. Улан-Дабан
- Дакэн-Дабан (Риттера), 达肯达坂山, Дакэньдабаньшань; горн. сист. Наньшань, провинция Цинхай
- Дангла, см. Тангла
- Да-Хинган-Лин, см. Большой Хинган
- Дунгбуре, 冬布勒山, Дунбулэшань; Тибетский автономный район
- Ильхури-Алинь, 伊勒呼里山, Илэхулишань; провинция Хэйлунцзян
- Кайлас, горн. сист. Гангдисе, Тибетский автономный район
- Карлыктаг, 哈尔里克山, Хаэрликэшань; горн. сист. Тяньшань; Синьцзян-Уйгурский автономный район
- Кукунор, 青海南山, Цинхайнаньшань; горн. сист. Наньшань, Цинхай
- Кукушили, 可可西里山, Кэкэсилишань; горн. сист. Куньлунь, Тибетский автономный район и Цинхай
- Курлык-Дабан, 库尔雷克山, Куэрлэйкэшань; горн. сист. Наньшань, Цинхай
- Куруктаг, 库鲁克塔格, Кулукэтагэшань; горн. сист. Тянь-Шань; Синьцзян-Уйгурский автономный район
- Малый Хинган, 小兴安岭, Сяосинъаньлин; провинция Хэйлунцзян
- Ньэнчентанглха, 念青唐古拉山, Няньцинтангулашань; Тибетский автономный район
- Русский; горная система Куньлунь, Синьцзян-Уйгурский автономный район
- Русского Географического Общества; провинция Цинхай
- Семёнова; провинция Цинхай
- Тангла, 唐古拉山, Тангулашань; Тибетское нагорье, Тибетский автономный район
- Тэргун-Дабан (Мушкетова), 土尔根达坂山, Туэргэньдабаньшань; горная система Наньшань, провинция Цинхай
- Улан-Дабан (Гумбольдта), 乌兰达坂山, Уланьдабаньшань; горная система Наньшань, провинция Цинхай
- Циляньшань (Рихтгофена), 祁连山, Циляньшань; горная система Наньшань, на границе провинций Ганьсу и Цинхай
- Чиментаг, 祁漫塔格山, Циманьтагэшань; горная система Куньлунь; Синьцзян-Уйгурский автономный район и провинция Цинхай
- Юнькайдашань, 云开大山, Юнькайдашань; горная страна Даннаньцюлин, на границы провинции Гуандун и Гуанси-Чжуанский автономный район

### Ущелья
- Ичанское ущелье, см. Силинся
- Ущелье трех ворот, см. Саньмынься

## Острова
- остров Куэмой, см. Цзиньмыньдао
- Пескадорские острова, см. Пэнхуледао (Пескадорские) острова

## Полуострова
- Квантунский полуостров, см. Гуаньдунбаньдао
- Шаньдунский полуостров

## Географические области
- Джангтанг, Zhangtang, геогр. обл., Тибетский автономный район
- Джунгария, 准噶尔, Чжуньгаэр; Синьцзян-Уйгурский автономный район
- Кам, 康巴, Канба; Тибетский автономный район
- Кашгария, 喀什噶尔, Кашигаэр; историческая область, Синьцзян-Уйгурский автономный район
- Маньчжурия, 满洲, Маньчжоу; историческая область, СВК
- Северный Китай, 华北, Хуабэй; включает провинции Хэбэй, Шаньси; автономный район Внутренняя Монголия, города Пекин и Тяньцзинь
- Северо-Восточный Китай, 东北, Дунбэй; включает провинции Гирин, Ляонин и Хэйлунцзян
- Северо-Западный Китай, включает провинции Шэньси, Ганьсу, Цинхай, Нинся-Хуэйский и Синьцзян-Уйгурский автономный районы
- Центральный Китай, 华中, Хуачжун; включает провинции Хэнань, Хубэй и Хунань
- Юго-Западный Китай, 西南, Синань; включает провинции Сычуань, Гуйчжоу, Юньннань и Тибетский автономный район
- Южный Китай, 华南, Хуанань; включает провинцию Гуандун и Гуанси-Чжуанский АР

## Аэропорты
- Бамда, 邦达, Банда (округ Чамдо Тибетского автономного района)

## Железнодорожные станции
- Амур, 阿木尔, Амуэр; провинция Хэйлунцзян, округ Да-Хинган-Лин
- Турфан, 吐鲁番, Тулуфань; Синьцзян-Уйгурский автономный район, округ Турфан